# Никотинамидадениндинуклеотид
Никотинамидадениндинуклеоти́д (сокр. НАД, англ. Nicotinamide adenine dinucleotide, сокр. NAD, устар. diphosphopyridine nucleotide, DPN, ДПН) — кофермент, имеющийся во всех живых клетках. NAD представляет собой динуклеотид и состоит из двух нуклеотидов, соединённых своими фосфатными группами. Один из нуклеотидов в качестве азотистого основания содержит аденин, другой — никотинамид.
Никотинамидадениндинуклеотид существует в двух формах: окисленной (NAD+, NADox) и восстановленной (NADH, NADred).
В метаболизме NAD задействован в окислительно-восстановительных реакциях, перенося электроны из одной реакции в другую. Таким образом, в клетках NAD находится в двух функциональных состояниях: его окисленная форма, NAD+, является окислителем и забирает электроны от другой молекулы, восстанавливаясь в NADH, который далее служит восстановителем и отдаёт электроны. Такие реакции, сопряжённые с переносом электронов, являются основной сферой действия NAD. Однако NAD имеет и другие функции в клетке, в частности, он служит субстратом для ферментов, удаляющих или присоединяющих химические группы к белкам в ходе посттрансляционных модификаций. Из-за важности функций NAD, ферменты, участвующие в его метаболизме, являются мишенями для поиска новых препаратов.
В живых организмах NAD синтезируется de novo из аминокислот аспартата или триптофана. Другие предшественники кофермента поступают в организм экзогенно, как, например, витамин ниацин (витамин В3) с пищей. Похожие соединения образуются в реакциях, приводящих к распаду NAD. После этого такие соединения проходят путь реутилизации, который возвращает их в активную форму. Некоторые молекулы NAD превращаются в никотинамидадениндинуклеотидфосфат (NADP). Этот близкий к NAD кофермент химически схож с ним, однако в метаболизме они выполняют разные функции.
Хотя NAD+ записывается с плюсом из-за формального положительного заряда атома азота, при физиологических значениях pH большая часть NAD+ на самом деле является анионом с отрицательным зарядом −1, а NADH — анионом с зарядом −2.
NAD называют «V-фактором», необходимым для роста гемофильной палочки (Haemophilus influenzae). Так же синонимичным названием является β-NAD.

## Физические и химические свойства
Никотинамидадениндинуклеотид состоит из двух нуклеотидов, соединённых мостиком из двух фосфатных групп, каждая из которых принадлежит одному из этих нуклеотидов. Кроме фосфатов, в состав этих нуклеотидов входит рибоза и азотистое основание, у одного нуклеотида оно представлено аденином, у другого — никотинамидом. Фосфаты прикрепляются к пятым атомам углерода (5′-положение), а азотистые основания — к первым (1′-положение). Никотинамид может присоединяться к аномерному 1′-атому в двух различных ориентациях, в связи с чем NAD существует в виде двух различных диастереомеров. В живых организмах встречается β-никотинамидный диастереомер NAD+.

Окисление и восстановление NAD

В метаболических процессах NAD участвует в окислительно-восстановительных реакциях, принимая или отдавая электроны. Такие реакции, общее уравнение которых приводится ниже, включают формальную передачу гидрид-иона от исходного вещества (субстрата, RН2) к молекуле NAD+. При этом происходит нуклеофильное присоединение гидрида к никотинамидному фрагменту. Таким образом, исходное соединение RН2 окисляется до R, а NAD+ восстанавливается до NADH.
RH2 + NAD+ → NADH + H+ + R.
Из электронной пары гидридного иона один электрон переносится на положительно заряженный азот в никотинамидном фрагменте, а атом водорода, оставшийся после отрыва электрона от гидридного иона, переносится на четвёртый атом углерода в кольце (С4), располагающийся напротив атома азота. Стандартный электродный потенциал окислительно-восстановительной пары NAD+/NADH составляет −0,32 вольт, что делает NADH сильным восстановителем. Представленная выше реакция легко обратима, при этом NADH восстанавливает другую молекулу, а сам окисляется до NAD+. Поэтому кофермент может длительно циклично переходить из окисленного состояния в восстановленное, и наоборот, при этом расходования кофермента не происходит.
Физически обе формы кофермента представляют собой белый аморфный гигроскопичный порошок, хорошо растворимый в воде. В твёрдом состоянии кофермент сохраняет стабильность в сухих условиях и в темноте. Раствор NAD+ бесцветен и сохраняет стабильность в течение недели при 4 °C и нейтральном pH, однако в щелочах и кислотах он быстро разрушается. При разложении NAD+ образуются продукты, являющиеся ингибиторами ферментов.

Спектры поглощения NAD^{+} и NADH в ультрафиолетовой области

И NAD+, и NADH устойчиво поглощают ультрафиолетовое излучение из-за наличия аденина. Например, пик поглощения у NAD+ приходится на длину волны 259 нм, а коэффициент экстинкции составляет 16900 М−1см−1. NADH поглощает и волны больших длин, его второй пик поглощения ультрафиолета соответствует длине волны 339 нм, а коэффициент экстинкции равен 6200 М−1см−1. Это различие в спектрах поглощения между окисленной и восстановленной формами кофермента позволяет простым образом измерить переход одной формы в другую при составлении характеристики активности фермента путём измерения поглощения ультрафиолета при 340 нм с помощью спектрофотометра.
NAD+ и NADH флуоресцируют по-разному. В растворе NADH имеет пик эмиссии при 460 нм и продолжительность высвечивания 0,4 наносекунд, в то время как окисленная форма кофермента не флуоресцирует. Параметры флуоресцирования NADH изменяются при связывании его с белками, поэтому эти изменения могут быть использованы для измерения константы диссоциации, которая широко используется при изучении кинетики ферментов. Эти изменения во флуоресценции также могут применяться для оценки изменений в окислительно-восстановительном состоянии клетки методами флуоресцентной микроскопии.

## Концентрация и положение в клетках
В печени крысы суммарное количество NAD+ и NADH составляет приблизительно 1 мкмоль на грамм сырого веса, что в 10 раз больше концентрации NADP+ и NADPH в этих же клетках. Реальную концентрацию NAD+ в цитозоле измерить сложнее, и, согласно современным представлениям, в клетках животных она составляет 0,3 мМ, а в клетках дрожжей приблизительно 1,0—2,0 мМ. Однако более 80 % NADH, флуоресцирующего в митохондриях, находится в связанном виде, поэтому его концентрация в растворе значительно ниже.
Данные для других компартментов ограничены, хотя известно, что концентрация NAD+ в митохондриях схожа с таковой в цитозоле. В митохондрию NAD+ из цитозоля проникает по специальным мембранным белкам-переносчикам, так как кофермент не может диффундировать сквозь мембраны.
Баланс между окисленной и восстановленной формой никотинамидадениндинуклеотида называется NAD+/NADH-отношением. Это отношение является важной частью т. н. окислительно-восстановительного состояния клетки — мерой и метаболической активности, и здоровья клетки. Отношение NAD+/NADH имеет комплексное действие и оказывает влияние на активность ряда важнейших ферментов, среди которых глицеральдегид-3-фосфатдегидрогеназа и пируватдегидрогеназный комплекс. В здоровых тканях млекопитающих отношение свободных NAD+ к NADH в цитоплазме обычно приблизительно равно 700; такое значение хорошо подходит для реакций окисления. Общее отношение NAD+/NADH значительно ниже и составляет от 3 до 10 у млекопитающих. В то же время отношение NADP+/NADPH в норме составляет около 0,005, то есть NADPH является преобладающей формой этого кофермента. Различие в отношениях NAD+/NADH и NADP+/NADPH лежит в основе различных метаболических ролей NAD и NADP.

## Биосинтез
NAD+ синтезируется de novo из аминокислот, а также образуется путём реутилизации продуктов распада пиридиновых нуклеотидов.

### Образованиеde novo

Некоторые пути синтеза и потребления NAD^{+} у позвоночных. Пояснение сокращений см. в тексте

Большинство организмов синтезируют NAD+ из аминокислот. Конкретный набор реакций отличается у различных организмов, однако для всех путей синтеза NAD+ характерно образование хинолината (QA) из аспартата (многие бактерии и растения) либо триптофана (животные и некоторые бактерии). Хинолинат декарбоксилируется и фосфорибозилируется фосфорибозилпирофосфатом в никотинат-рибонуклеотид (NaMN). После этой стадии возможны альтернативные пути. В одном из таких путей происходит перенос аденилатного остатка с образованием адениндинуклеотида никотиновой кислоты (дезамино-NAD+, NaAD), после чего остаток никотиновой кислоты в составе NaAD амидируется с образованием никотинамидадениндинуклеотида.
На дополнительном этапе некоторые из новообразованных NAD+ превращаются в NADP+ ферментом NAD+-киназой, которая фосфорилирует NAD+. У большинства организмов этот фермент использует АТР в качестве донора фосфорильной группы, хотя некоторые бактерии, как, например, Mycobacterium tuberculosis и гипертермофильная архея Pyrococcus horikoshii используют неорганический пирофосфат в качестве альтернативного донора фосфорильной группы.

### Реутилизация

Три основных предшественника NAD^{+}

Кроме биосинтеза NAD+ de novo из аминокислот аспартата или триптофана, клетки также способны образовывать NAD+ из готовой никотиновой кислоты и некоторых её производных. Хотя известны и другие предшественники, в этих метаболических путях обычно используются три природных соединения: никотиновая кислота (Na), никотинамид (Nam) и никотинамидрибозид (NR). Эти соединения могут попадать в организм экзогенно (например, с пищей, в которой содержится смесь никотиновой кислоты и никотинамида, называемая ниацином, или витамином В3). Однако эти соединения образуются и в самой клетке, где никотинамидный остаток высвобождается из NAD+ в реакциях переноса ADP-рибозных остатков. В самом деле, ферменты, обеспечивающие образование NAD+ из готовых производных никотиновой кислоты, сконцентрированы в ядре клетки, что может компенсировать большое количество реакций, протекающих в этой органелле с потреблением NAD+. Клетки также могут получать NAD+ из своего внеклеточного окружения.
Несмотря на наличие пути синтеза NAD+ de novo, реакции образования NAD+ из никотиновой кислоты и её производных жизненно важны для людей: при недостатке ниацина развивается заболевание пеллагра. Такая высокая потребность в NAD+ обусловлена его постоянным расходованием в таких реакциях, как посттрансляционные модификации, поскольку переход NAD+ в NADH и обратно не изменяет общего количества кофермента.
Пути образования NAD+ из никотиновой кислоты и её производных у микроорганизмов отличаются от таковых у млекопитающих. Некоторые патогены, например, дрожжи Candida glabrata и бактерия Haemophilus influenzae ауксотрофны по NAD+ — они не способны синтезировать NAD+ de novo, однако такие организмы, являясь зависимыми от экзогенных предшественников NAD+, могут синтезировать NAD+ путём реутилизации определённых производных никотиновой кислоты. У внутриклеточного патогена Chlamydia trachomatis отсутствуют какие-либо гены, которые потенциально могут быть вовлечены в пути образования и NAD+, и NADP+, и он должен получать оба этих кофермента извне.

## Функции

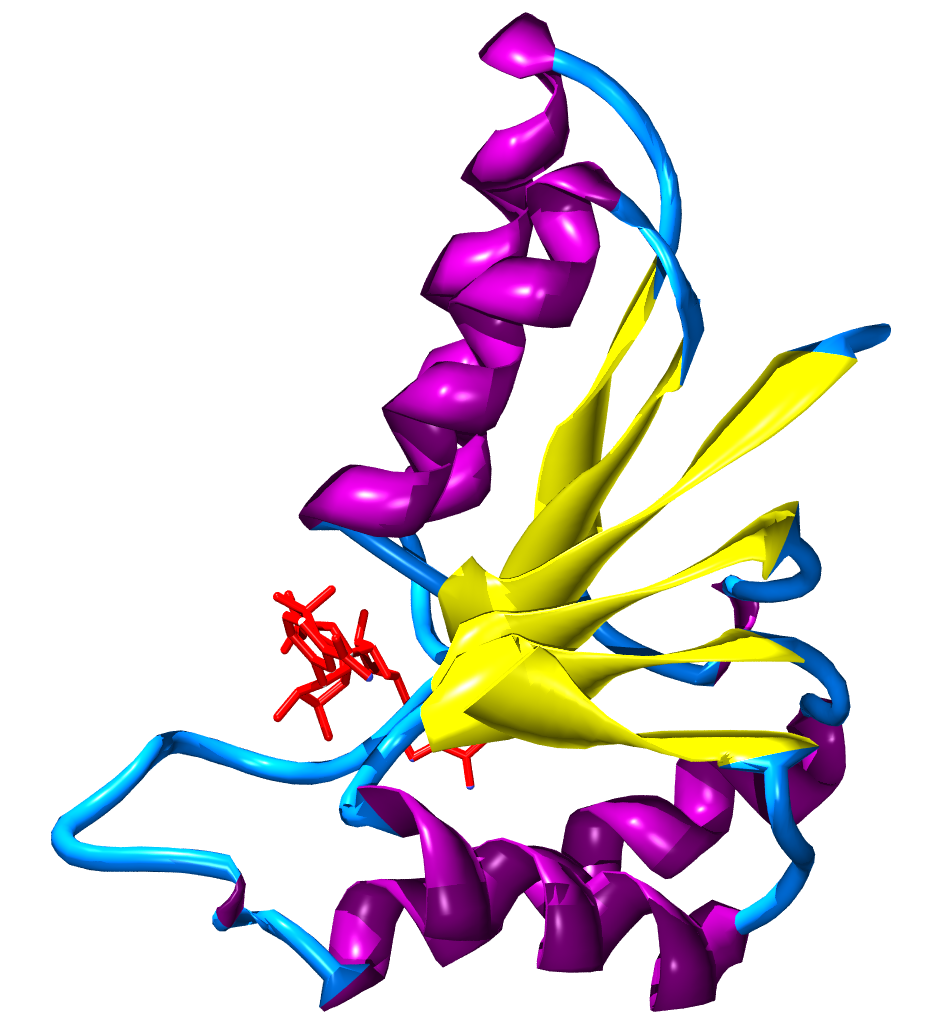
Россмановская укладка в лактатдегидрогеназе Cryptosporidium parvum. NAD^{+} показан красным, бета-слои — жёлтым, альфа-спирали — пурпурным

NAD выполняет несколько важнейших функций в метаболизме. Он выступает как кофермент в окислительно-восстановительных реакциях, как обязательный кофактор (простетическая группа) ферментов (циклаз фосфорилированных углеводов, различных эпимераз и др.), как донор АДФ-рибозных остатков в реакциях АДФ-рибозилирования (одна из реакций посттрансляционной модификации белков), как предшественник циклической АДФ-рибозы, являющейся вторичным посредником, а также как субстрат для бактериальных ДНК-лигаз и группы ферментов — сиртуинов, которые используют NAD+ для удаления ацетильных групп с ферментов. Кроме этих метаболических функций, NAD+ может также выполнять важные функции вне клетки, так как он может выделяться из клетки спонтанно или в результате регулируемых процессов.

### Оксидоредуктазы
Наиболее важной функцией NAD+ в метаболизме является перенос электронов с одной молекулы на другую. Реакции такого типа катализируются большой группой ферментов, называемых оксидоредуктазами. Правильное название этих ферментов содержит название обоих их субстратов (окислителя и восстановителя), например, NADH-убихиноноксидоредуктаза катализирует перенос электронов с NADH на кофермент Q. Однако, эти ферменты также называют дегидрогеназами и редуктазами: так, НАДН-убихиноноксидоредуктазу часто называют НАДН-дегидрогеназой или кофермент Q-редуктазой.
При связывании с белком NAD+ и NADH обычно располагаются в структурном мотиве белка, известном как укладка Россмана. Он был назван в честь Майкла Россмана, который был первым учёным, заметившим, что эта структура характерна для нуклеотид-связывающих белков. В этом фолде имеются три или более параллельных бета-слоя, связанных двумя альфа-спиралями в порядке бета-альфа-бета-альфа-бета. В результате образуется общий бета-слой, с каждой стороны фланкированный слоем альфа-спиралей. Поскольку каждый фолд Россмана связывает лишь один нуклеотид, домены, связывающие динуклеотид NAD+, содержат два таких фолда, каждый из которых связывает один нуклеотид кофактора. Однако этот фолд не является универсальным среди NAD-зависимых ферментов; в частности, недавно был описан класс бактериальных ферментов, задействованных в метаболизме аминокислот, которые связывают NAD+, однако лишены этого мотива.
Связываясь с активным сайтом фермента, никотинамидный остаток NAD+ и субстрат взаимно ориентируются определённым образом, что благоприятствует эффективной передаче гидрида (H−). При изучении действия ферментов на дейтерированные субстраты было показано, что оксидоредуктазы селективно переносят гидрид к re- либо si-стороне никотинамидного остатка NAD+. В результате переноса на никотинамидный остаток D− вместо H− образуется один из двух возможных диастереомеров NADH — это и позволяет установить, к какой именно стороне никотинамидного фрагмента NAD+ та или иная оксидоредуктаза переносит гидрид.
Высокая селективность обычно наблюдается также и в обратных процессах: оксидоредуктазы могут специфично переносить один из двух атомов водорода NADH (про-R либо про-S) к восстанавливаемому субстрату. Так, например, алкогольдегидрогеназа дрожжей и алкогольдегидрогеназы из печени человека, лошади переносят к субстрату про-R-атом водорода, а алкогольдегидрогеназа из Drosophila melanogaster производит восстановление при участии про-S-атома водорода. Нативная алкогольдегидрогеназа дрожжей совершает одну «стереохимическую ошибку» на ~ 7 млрд актов катализа; показано, что мутации могут существенно снижать стереоспецифичность.
Эти факты нашли применение в исследованиях кинетики ферментативных реакций, а также в классификации ферментов. Оксидоредуктазы, взаимно ориентирующие субстраты таким образом, при котором гидрид атакует никотинамидный остаток с re-стороны (соответственно, в восстановленном коферменте подвижен HR), принято называть оксидоредуктазами класса A, тогда как в случае оксидоредуктаз класса B атака происходит с si-стороны (подвижен HS).
При изучении ферментов, помимо описанной выше избирательности при выборе атома водорода в молекуле NADH, была обнаружена также и селективность по отношению к энантиотопным сторонам восстанавливаемого субстрата. Это указало на возможность использования ферментов в стереоселективном органическом синтезе для превращения кетонов в (R)- либо (S)-спирты.
Хотя механизмы связывания белков с NAD+ и NADP+ схожи, ферменты, как правило, демонстрируют высокую специфичность к NAD+ и NADP+. Такая специфичность вытекает из различных метаболических ролей этих коферментов, и в их коферменто-связывающих сайтах располагаются различные наборы аминокислот. В частности, в активном центре NADP+-зависимых ферментов между аминокислотами основной цепочки и кислотно-фосфатной группой NADP+ образуется ионная связь, обусловленная определёнными зарядами аминокислотных остатков. В то же время в сайтах связывания с коферментом у NAD+-зависимых ферментов имеется другой набор зарядов аминокислот, что препятствует связыванию с NADP+. Впрочем, из этого общего правила существуют исключения: такие ферменты, как альдозоредуктаза, глюкозо-6-фосфатдегидрогеназа, метилентетрагидрофолатредуктаза у некоторых видов используют оба кофермента.

### Роль в окислительно-восстановительных реакциях

Упрощённая схема метаболизма с указанием ролей NAD^{+} и NADH

Окислительно-восстановительные реакции, катализируемые оксидоредуктазами, составляют важнейшую часть всех метаболических путей, однако наиболее значима их роль в процессах, связанных с выделением энергии из питательных веществ. В них такие восстановленные соединения, как глюкоза и жирные кислоты, окисляются и в связи с этим выделяют энергию. Эта энергия запасается NAD+ при его восстановлении до NADH в ряде реакций β-окисления жирных кислот, гликолиза и цикла трикарбоновых кислот. У эукариот электроны, перенесённые на восстановленный в цитоплазме NADH, переносятся в митохондрию для восстановления митохондриальных NAD+ с помощью митохондриальных челночных механизмов, таких как малат-аспартатный челнок. Митохондриальный NADH затем окисляется белками электроно-транспортной цепи, которые накачивают протоны в межмембранное пространство из митохондриального матрикса, и благодаря энергии протонов в ходе окислительного фосфорилирования синтезируется ATP. Такую же транспортную функцию челночные системы имеют и в хлоропластах.
Так как в этих связанных наборах реакций используются и окисленная, и восстановленная формы NAD, клетка поддерживает определённые концентрации NAD+ и NADH, и сохраняемое большое значение отношения NAD+/NADH позволяет этому коферменту выступать и в качестве окислителя, и в качестве восстановителя. У NADPH, напротив, главной задачей является служить восстановителем в анаболических процессах, в частности, он вовлечён в такие процессы, как фотосинтез и синтез жирных кислот. Поскольку NADPH выступает как сильный восстановитель и благодаря этому запускает окислительно-восстановительные реакции, значение отношения NADP+/NADPH поддерживается очень низким.
Несмотря на важную роль в катаболизме, NADH также участвует в некоторых анаболических процессах, например, глюконеогенезе. Необходимость NADH в анаболических процессах создаёт проблему для микроорганизмов, растущих на питательных веществах, дающих лишь небольшое количество энергии. Например, нитрифицирующие бактерии Nitrobacter окисляют нитрит до нитрата, и выделяющейся при окислении энергии достаточно для накачивания протонов и синтеза ATP, но не для непосредственного образования NADH. Так как NADH всё-таки нужен в анаболических реакциях, эти бактерии используют фермент нитритоксидоредуктазу, которая создаёт достаточную протонодвижущую силу для того, чтобы заставить электроны двигаться по электроно-транспортной цепи в обратном направлении, что приводит к синтезу NADH.

### Другие внутриклеточные функции

АДФ-рибоза

Кофермент NAD+ также расходуется в реакциях переноса АДФ-рибозных остатков. Например, ферменты АДФ-рибозилтрансферазы присоединяют свой ADP-рибозный остаток к белкам при посттрансляционной модификации, называемой АДФ-рибозилированием. АДФ-рибозилирование может включать присоединение единственного АДФ-рибозного остатка (моно(АДФ-рибозил)ирование) или перенос АДФ-рибозных остатков на белки с образованием длинных цепей из этих остатков (поли(АДФ-рибозил)ирование). Первоначально моно-АДФ-рибозилирование было известно как механизм созревания бактериальных токсинов, особенно холерного токсина, однако оно задействовано и в нормальной передаче сигналов между клетками. Поли(АДФ-рибозил)ирование осуществляется ферментами поли(АДФ-рибозо)-полимеразами. Поли(АДФ-рибоз)ные цепи участвуют в регуляции некоторых клеточных процессов и особенно важны в клеточном ядре, где они задействованы в репарации ДНК и поддержании теломер. Кроме внутриклеточных АДФ-рибозилтрансфераз, недавно была описана группа внеклеточных АДФ-рибозилтрансфераз, однако их функции пока неизвестны. NAD+ также может присоединяться к клеточным РНК при 5′-терминальных модификациях.

Строение циклической АДФ-рибозы

Другая функция NAD+ в передаче сигналов между клетками обусловлена тем, что он может служить предшественником для циклической АДФ-рибозы — вторичного посредника, который образуется из NAD+ под действием АДФ-рибозилциклаз. Эта молекула участвует в кальциевых сигнальных путях, запуская высвобождение кальция из внутриклеточных депо. Такое действие циклической АДФ-рибозы обусловлено её связыванием и последующим открыванием кальциевых каналов, называемых рианодиновыми рецепторами; эти рецепторы локализованы в мембранах органелл, например, эндоплазматического ретикулума.
NAD+ также используется при функционировании сиртуинов, например, Sir2. Эти белки являются NAD-зависимыми деацетилазами. Их активность заключается в переносе ацетильных групп с субстратов-белков на АДФ-рибозный остаток NAD+; это вызывает разрушение кофермента и высвобождение никотинамида и О-ацетил-АДФ-рибозы. По-видимому, сиртуины участвуют в основном в регуляции транскрипции через деацетилирование гистонов и изменение структуры нуклеосом. Однако сиртуины могут деацетилировать и негистоновые белки. Эта активность сиртуинов особенно интересна из-за их важной роли в регуляции старения.
Другими NAD-зависимыми ферментами являются бактериальные ДНК-лигазы, которые соединяют концы двух цепей ДНК, используя второй субстрат — NAD+ — как донор остатков AMP для присоединения к 5′-фосфату конца одной из цепей ДНК. Это промежуточное соединение далее атакуется 3′-гидроксильной группой конца другой цепи ДНК, и образуется новая фосфодиэфирная связь. В отличие от бактериальных ДНК-лигаз, ДНК-лигазы эукариот используют ATP для образования промежуточных соединений ДНК-AMP.

### Внеклеточные функции
В последние годы было установлено значение NAD+ как внеклеточной сигнальной молекулы, участвующей в межклеточной коммуникации. NAD+ выделяется нейросекреторными клетками и из синаптосом мозга в кровеносные сосуды, мочевой пузырь, толстую кишку. Предполагается, что NAD+ является новым нейромедиатором, который передаёт информацию от нейронов к эффекторным клеткам в гладкомышечных органах. Необходимы дальнейшие исследования для выяснения механизмов внеклеточных действий NAD+ и их влияния на здоровье и болезни человека.

## Фармакологическое и медицинское применение
Ферменты, вовлечённые в синтез и использование NAD+, имеют важное значение для фармакологии и исследований, направленных на поиск новых способов лечения болезней. При разработке новых препаратов NAD+ рассматривается с трёх позиций: как непосредственная мишень для лекарств, для разработки ингибиторов и активаторов ферментов, которые благодаря своей структуре изменяют активность NAD-зависимых ферментов и для изучения методов подавления биосинтеза NAD+.
В настоящий момент сам по себе кофермент NAD+ не используется для лечения каких бы то ни было заболеваний. Однако изучается его потенциальная роль в терапии нейродегенеративных заболеваний, таких как болезнь Альцгеймера и болезнь Паркинсона. Имеются различные данные о действии NAD+ в нейродегенеративных болезнях. Некоторые исследования на мышах дают обнадёживающие результаты, однако клинические испытания на людях с использованием плацебо не дали какого-либо эффекта.
NAD+ также является непосредственной мишенью препарата изониазида, применяющегося для лечения туберкулёза — инфекции, вызываемой бактерией Mycobacterium tuberculosis. Изониазид является пролекарством и при попадании в клетку бактерии он активируется пероксидазой, которая окисляет это вещество в свободно-радикальную форму. Этот радикал далее реагирует с NADH с образованием аддуктов, которые являются очень сильными ингибиторами ферментов редуктазы белка-переносчика еноил-ацила и дигидрофолатредуктазы. В одном эксперименте у мышей, которым давали NAD в течение недели, улучшалось взаимодействие клеточного ядра и митохондрий.
Из-за огромного количества оксидоредуктаз, использующих NAD+ и NADH в качестве субстратов и связывающихся с ними при помощи одного высококонсервативного структурного мотива, идея разработки ингибитора, блокирующего центр связывания NAD+, и специфичного лишь для определённого фермента, кажется сомнительной. Однако это может быть выполнимым: так, ингибиторы, основанные на микофенолиновой кислоте и тиазофурине, подавляют инозинмонофосфатдегидрогеназу в сайте связывания с NAD+. Из-за важной роли этого фермента в метаболизме пуринов эти соединения могут быть полезными противораковыми и противовирусными препаратами или иммунодепрессантами. Другие препараты являются не ингибиторами, а, наоборот, активаторами ферментов, вовлечённых в метаболизм NAD+. В частности, интересной мишенью для таких препаратов могут быть сиртуины, так как активация этих NAD-зависимых деацетилаз увеличивают продолжительность жизни. Такие соединения, как ресвератрол, увеличивают активность этих ферментов, которые могут иметь большое значение благодаря их способности к переносу старения на более позднее время как у позвоночных, так и модельных организмов из числа беспозвоночных.
Из-за различий путей биосинтеза NAD+ у различных организмов, в частности, между бактериями и человеком, биосинтез NAD+ может стать новой сферой развития новых антибиотиков. Например, фермент никотинамидаза, превращающая никотинамид в никотиновую кислоту, служит мишенью разрабатываемых лекарств, так как этот фермент отсутствует у человека, но имеется у бактерий и дрожжей.

## История

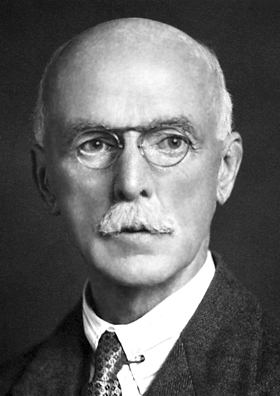
Артур Харден, один из первооткрывателей NAD^{+}

Кофермент NAD+ был открыт английскими биохимиками Артуром Харденом и Уильямом Джоном Янгом в 1906 году. Они заметили, что добавление прокипячённого и профильтрованного экстракта дрожжей к непрокипячённым экстрактам значительно усиливало спиртовое брожение у последних. Неизвестный фактор, ответственный за это явление, они назвали коферментом. В ходе длительного и сложного выделения из экстрактов дрожжей этот теплостойкий фактор был идентифицирован как нуклеотид-сахарофосфат Хансом фон Эйлер-Хельпин. В 1936 году немецкий учёный Отто Генрих Варбург установил функцию этого кофермента по переносу гидридного иона и определил, что в окислительно-восстановительных реакциях участвует никотинамидный остаток.
Источник никотинамида был определён в 1938 году, когда Конрад Элведжем выделил ниацин из печени и показал, что этот витамин содержит никотиновую кислоту и никотинамид. Позднее, в 1939 году, он предоставил первое убедительное доказательство того, что ниацин используется для образования NAD+. В начале 1940-х Артур Корнберг сделал следующий шаг к пониманию роли NAD+ в метаболизме: он первым установил присутствие этого кофермента в биосинтетических путях. Далее, в 1949 году американские биохимики Моррис Фридкин и Альберт Ленинджер доказали, что NAD+ связан с такими метаболическими путями, как цикл трикарбоновых кислот и окислительное фосфорилирование. Наконец, в 1959 году Джек Присс (англ. Jack Preiss) и Филип Хандлер (англ. Philip Handler) описали ферменты и промежуточные соединения биосинтеза NAD+, поэтому путь синтеза NAD+ de novo часто называют путём Присса — Хандлера в их честь.
Функции NAD и NADP, не связанные с окислительно-восстановительными реакциями, были открыты лишь в недавнее время. Такой первой открытой функцией NAD+ было участие в качестве донора ADP-рибозного остатка в реакциях ADP-рибозилирования; это было установлено в начале 1960-х. Более поздние исследования 1980-х и 1990-х годов показали участие NAD+ и NADP+ в передаче сигнала между клетками. В частности, действие циклической ADP-рибозы было установлено в 1987 году. Метаболизм NAD+ и в XXI веке остаётся в сфере интенсивных исследований. Этот интерес особенно возрос после открытия в 2000 году Шинихиро Имаи (англ. Shinichiro Imai) и сотрудниками из Массачусетского технологического института NAD+-зависимых деацетилаз — сиртуинов.